# Frederica Louise Ernst
 Frederica Louise Ernst, född 1714, död 1781, var en dansk affärsidkare. 
Hon var dotter till en arkitekt och ärvde vid sin fars död ett kapital som hon kom att använda till affärsverksamhet. 
Hon gifte sig aldrig. Som ogift kvinna stod hon under förmynderskap under närmaste manliga släkting. Hon blev myndigförklarad genom ansökan till kungen vid 44 års ålder 1758. Hon beskrivs som förnuftig och strävsam. Hon var vid tiden för sin myndighetsförklaring delägare i ett varuhus, flera skepp och en sockerplantage på Saint Croix, och även involverad i slavhandeln. 
Hon ansökte år 1765 med framgång hos danska kungliga kommers-myndigheten om att starta en fabrik för rengöring och beredning av lin och hampa. Hennes fabrik innefattade 37 handdrivna maskiner och var en innovation i det dåtida Danmark.  Hon var under en tid mycket framgångsrik, vilket kan ses utifrån skattelängderna från 1771.  Därefter råkade dock verksamheten i svårigheter, hon misslyckades 1772 att återkalla sina lån och hennes pengar bands upp i Västindien. Hon ska ha haft mycket lite pengar kvar vid sin död 1781, men tycks dock inte ha levt i fattigdom vid sin död. 
Som kvinnlig storföretagare tillhörde hon en minoritet i Danmark under sin samtid, men även inom denna minoritet tillhörde hon en minoritet eftersom hon till skillnad från nästan samtliga övriga kvinnor i samma ställning inte var en änka, utan en ogift kvinna som fått dispens att bli myndigförklarad och bedriva affärsverksamhet.